# Mexikói datolyauborka
A mexikói datolyauborka vagy mexikói egérdinnye (Melothria scabra) a tökfélék családjába tartozó faj, melynek termése ehető. Közép-Amerikában és Mexikóban őshonos. A humuszban gazdag talajt kedveli, a mag elvetésétől számítva négy hónap múlva virágzik. Rendszeres öntözést igényel. Kerek, 3-4 centiméteres uborkaízű termése fogyasztható nyersen vagy savanyítva.

## Galéria

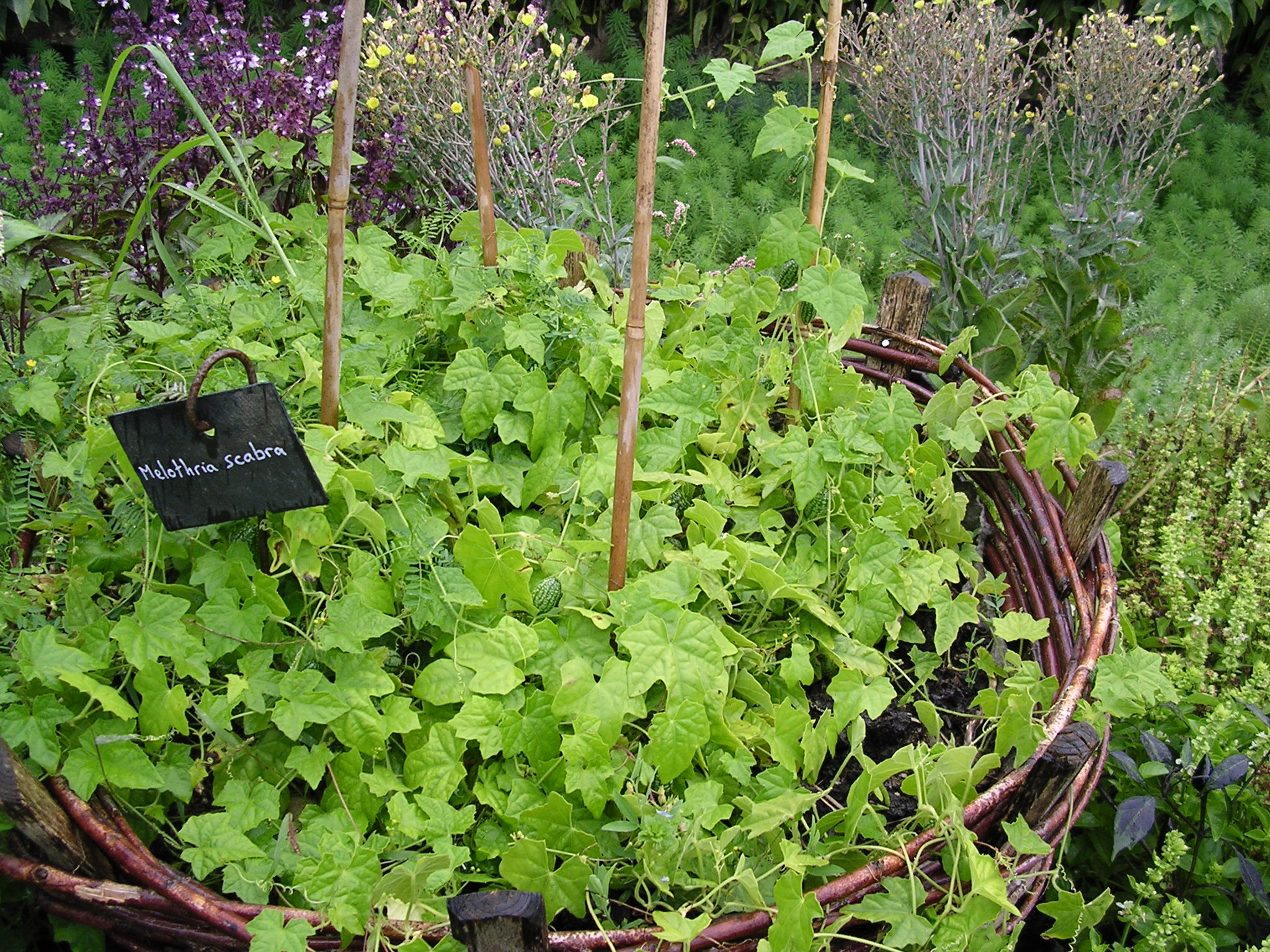
A növény
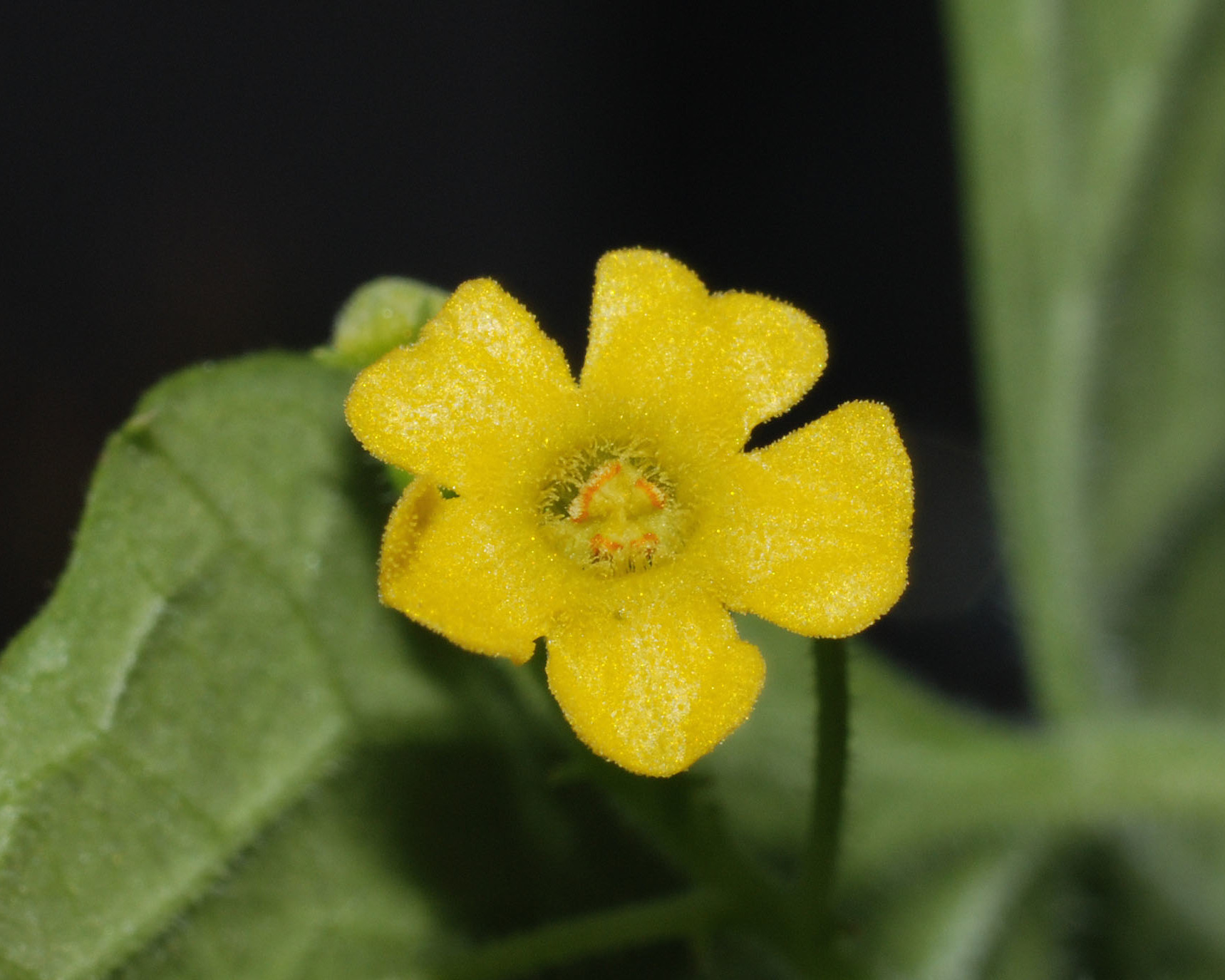
Virága
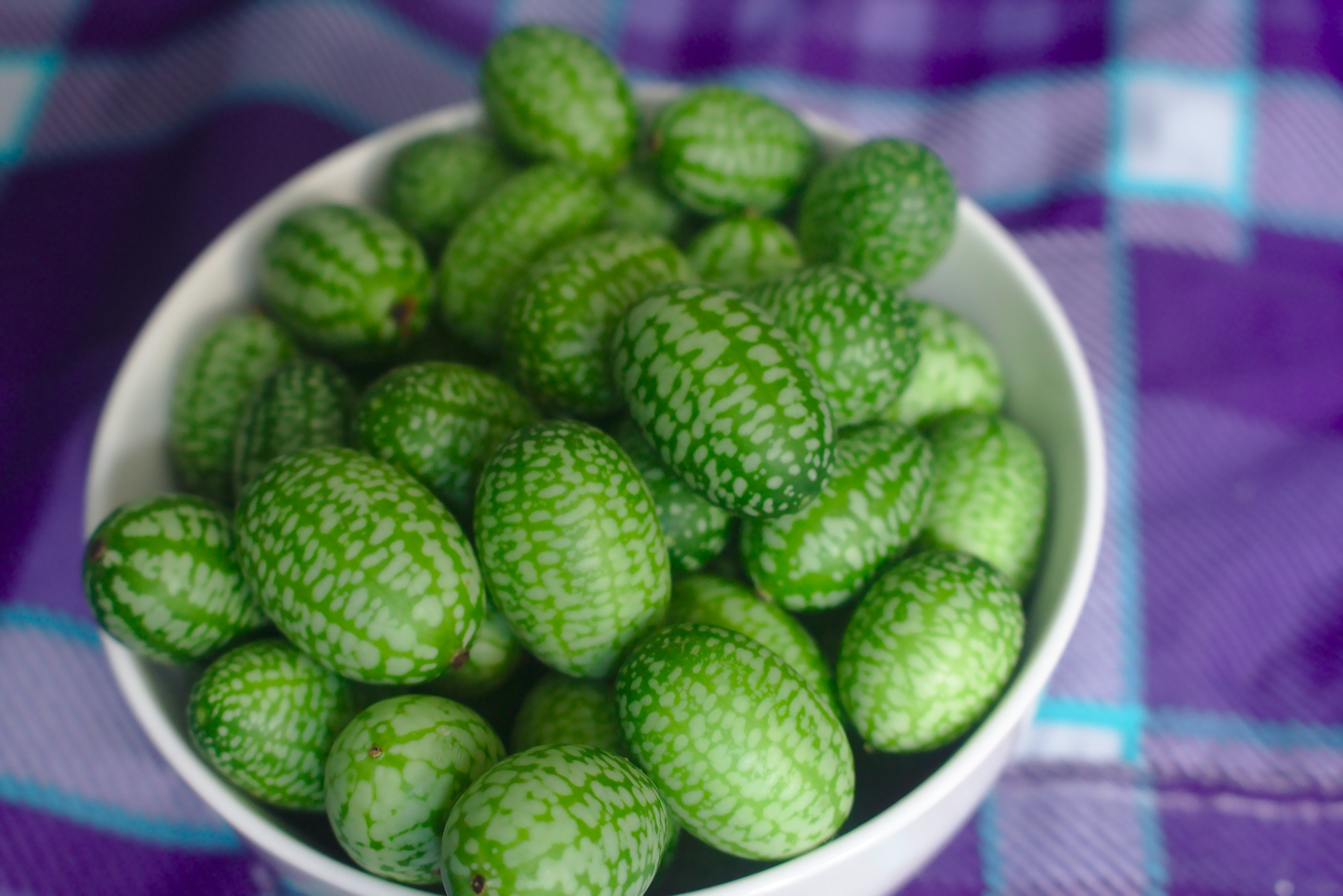
Termése